# Bert Klaver

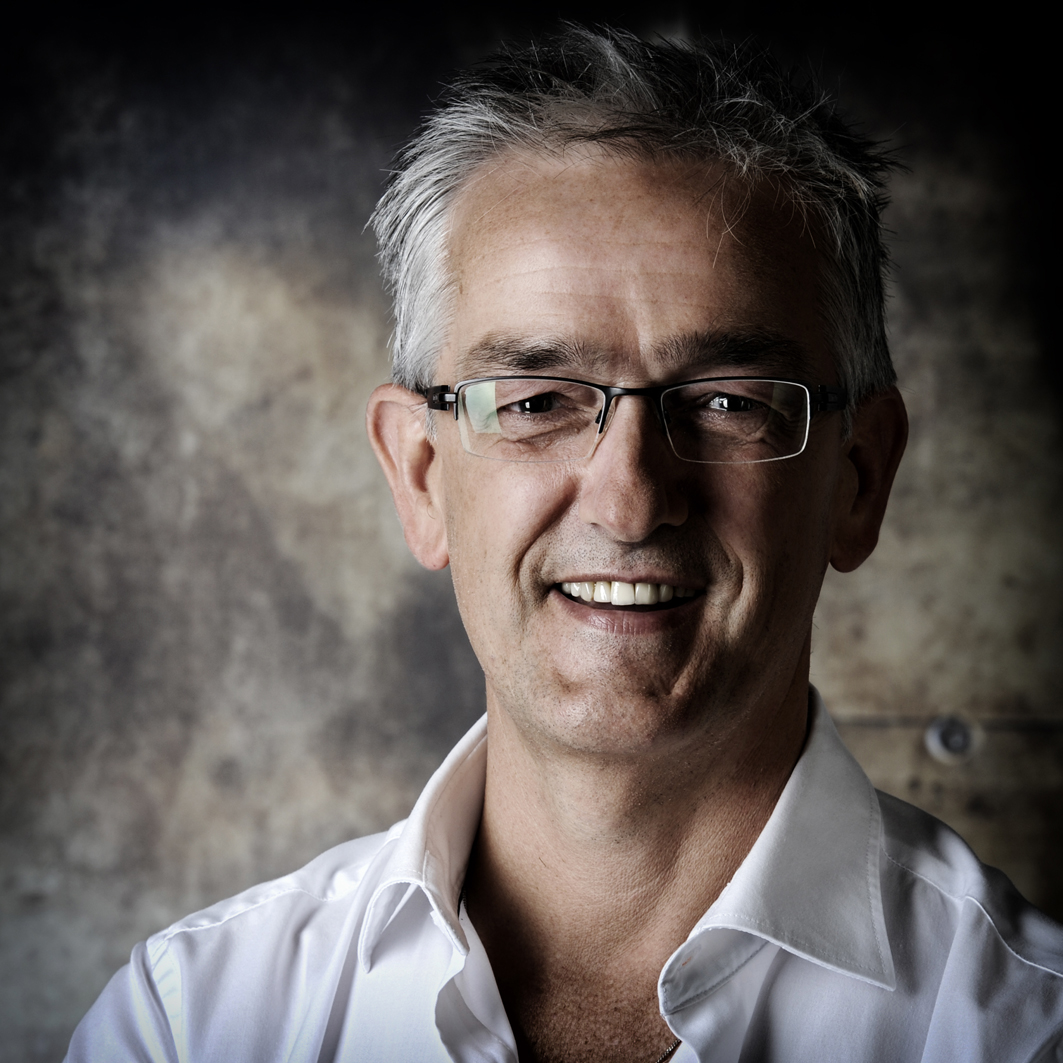
Portretfoto Bert Klaver

Bert Klaver (Hoogeveen, 1 oktober 1958) is een Nederlands mediadirecteur en radiopresentator.

## Biografie
Bert Klaver werd geboren als derde zoon in een middenstandsgezin. Na de middelbare school volgde hij een technische opleiding en kort daarna de lerarenopleiding Wis- en Natuurkunde in Groningen. Daarna verhuisde hij naar Rotterdam om bij Radio Holland aan de slag te gaan als radartechnicus. Tijdens zijn technische opleiding liep hij stage bij de NOS afdeling Onderzoek & Ontwikkeling in Bussum waar hij in 1981 in dienst trad.
Naast zijn interesse voor techniek, werkte Klaver al op jonge leeftijd als presentator mee aan programma's van de Hoogeveense HZBO-ziekenomroep. Hij organiseerde regionale drive-inshows en won hij diverse diskjockey-wedstrijden. In Spanje presenteerde hij bij een regionaal radiostation aan de Costa Brava programma’s voor de Nederlandse toeristen en organiseerde hij drive-inshows op campings. Op 16-jarige leeftijd werd Klaver door Sylvain Tack naar de Belgisch/Spaanse zeezender Mi Amigo gehaald om vanaf de Noordzee programma’s te gaan presenteren. Dat plan werd niet uitgevoerd om zijn schoolopleiding af te maken.
In Hilversum combineerde Klaver zijn omroeptechnische beroep met radiomaken. Hij was jarenlang (1984 - 1992) freelance verslaggever voor het NOS-radioprogramma Hobbyscoop. Voor de NCRV-radio presenteerde hij in een vaste regelmaat het Hilversum 2-nachtprogramma Nachtexpres.
In 1988 verruilde Klaver zijn technische baan bij de NOS voor die bij het NOB, waar hij diverse managementfuncties vervulde.
In 2001 werd Klaver door CEO Dick van de Graaf van de Holland Media Groep binnengehaald om het aan Sonotech uitbestede technisch facilitair bedrijf terug te halen naar RTL en dit nieuw leven in te blazen. Bij RTL richtte hij Broadcast Centre Netherlands (BCN) op, dat later werd omgedoopt naar RTL Nederland Broadcast Operations.
Klaver was verantwoordelijk voor herhuisvesting van RTL Nederland naar het Media Park in Hilversum. Deze verhuizing in 2003 was de grootste verhuizing ooit in de Nederlandse televisiegeschiedenis. Bij RTL introduceerde Klaver breedbeeld-televisie (16:9) op 1 juni 2007, waarna dit de technische standaard werd voor alle Nederlandse tv-stations. Klaver trok bij RTL Nederland het bedrijfsbrede project voor digitalisering van de werkprocessen, dat als eerste werd ingevoerd op het financiële kanaal RTL Z, later gevolgd door het RTL Nieuws. Hiermee legde RTL Nederland de technische basis voor crossmediale exploitatie van de RTL-content.
In april 2009 legde Klaver zijn taken als technisch directeur bij RTL neer, nadat de aandeelhouders van RTL Nederland hadden besloten om het eigen facilitair bedrijf om strategische redenen opnieuw te verkopen. Klaver startte zijn eigen adviesbureau en werkt als adviseur / interim-directeur in de mediasector.
Sinds mei 2009 werkt Klaver bij CMI Holding bv en was onder andere interim-directeur van ParkPost, en verantwoordelijk voor het programmamanagement voor de integratie van de AVC bedrijvengroep met NEP The Netherlands. Sinds mei 2011 bekleedde hij de functie van Projectdirecteur bij CMI Holding.
Op 12 november 2014 werd Klaver gekozen tot voorzitter van de ledenraad van ziektekostenverzekeraar PNOzorg te Hilversum.
Per 11 januari 2016 is Klaver directeur-bestuurder bij de publieke regionale media-instelling RTV Rijnmond te Rotterdam.
Op 9 juli 2024 kondigde Klaver zijn vertrek aan bij regionale omroep Rijnmond. Twee jaar eerder herijkte Rijnmond haar strategische marktpositie en voerde Klaver omvangrijke wijzigingen door naar een Digital First-organisatie, die ook een groot effect hadden op de organisatie en interne samenwerkingscultuur.